# Parathaia bifurcata
Parathaia bifurcata är en insektsart som beskrevs av Li och Wang 1991. Parathaia bifurcata ingår i släktet Parathaia och familjen dvärgstritar. Inga underarter finns listade i Catalogue of Life.